# Том Аткінс
Том Аткінс (англ. Tom Atkins; 13 листопада 1935) — американський актор.

## Біографія
Том Аткінс народився в Пітсбурзі, штат Пенсильванія в родині Дороті Е. Вільямс і Джорджа С. Аткінса. Спочатку у Тома не було бажання ставати актором. Його батько працював на сталеливарному заводі в Пенсильванії і Аткінс планував піти по його стопах. Пройшовши службу у військово-морському флоті, Аткінс вступив до коледжу, де зустрів дівчину, залучену в місцеву театральну трупу. Аткінс почав свою кар'єру з виступів на Бродвеї до переїзду в Лос-Анджелес, де продовжив зніматися в кіно і на телебаченні. Його дебютом в кіно став фільм «Детектив» (1968) з Френком Сінатрою.

## Особисте життя
Першою дружиною Аткінса була Герн Стефенс, що знімалася разом з ним у фільмі «Хелловін 3: сезон відьмака». Після розлучення з Герн, Аткінс одружився з Дженіс Лі Роджерс 15 березня 1986 року, у другому шлюбі у нього народився єдина дитина.

## Фільмографія
| Рік       |    | Українська назва                 | Оригінальна назва                              | Роль                                           |
| --------- | -- | -------------------------------- | ---------------------------------------------- | ---------------------------------------------- |
| 1963      | с  | Доктора                          | The Doctors                                    | Ділан Левін                                    |
| 1964      | с  |                                  | Look Up and Live                               | доктор                                         |
| 1968      | ф  | Детектив                         | The Detective                                  | Гармон                                         |
| 1970      | ф  | Де Поппа?                        | Where's Poppa?                                 | поліцейський                                   |
| 1970      | ф  | Філін і кішечка                  | The Owl and the Pussycat                       | хлопець у машині                               |
| 1974      | с  | Завоюй любов Крісті              | Get Christie Love!                             | Петерсон                                       |
| 1974      | с  | Рода                             | Rhoda                                          | Вік Родес                                      |
| 1974      | с  | Гаррі О                          | Harry O                                        | сержант Френк Коул                             |
| 1974—1977 | с  | Досьє детектива Рокфорда         | The Rockford Files                             | Алекс Даєл                                     |
| 1975      | с  | Новобранці                       | The Rookies                                    | Бред Джиффорд                                  |
| 1975      | с  | Відділ 5-О                       | Hawaii Five-O                                  | Коко Ареліка                                   |
| 1975      | тф |                                  | Miles to Go Before I Sleep                     | О'Делл                                         |
| 1976      | ф  | Спеціальна доставка              | Special Delivery                               | поліцейський                                   |
| 1976      | с  | Видіння                          | Visions                                        | Роберт Дайка                                   |
| 1976—1977 | с  | Серпіко                          | Serpico                                        | лейтенант Том Салліван                         |
| 1977      | с  | Баретта                          | Baretta                                        | Вік                                            |
| 1977      | тф | Тарантули: Смертоносний вантаж   | Tarantulas: The Deadly Cargo                   | Бадді                                          |
| 1978      | тф | Смерть у Канаані                 | A Death in Canaan                              | лейтенант Брегдон                              |
| 1979—1981 | с  | Лу Грант                         | Lou Grant                                      | доктор Соресон / Джим Бронські / Френк Дернінг |
| 1980      | с  | Скаг                             | Skag                                           | доктор Москоне                                 |
| 1980      | тф | Сила                             | Power                                          | Бак Бачанан                                    |
| 1980      | ф  | Туман                            | The Fog                                        | Нік Касл                                       |
| 1980      | ф  | Дев'ята конфігурація             | The Ninth Configuration                        | сержант Кребс                                  |
| 1981      | ф  | Втеча з Нью-Йорка                | Escape from New York                           | Реме                                           |
| 1981      | с  |                                  | Standing Room Only                             | Крейгін                                        |
| 1982      | с  | M*A*S*H                          | M*A*S*H                                        | майор Лоуренс Вімс                             |
| 1982      | с  | Медексперт Квінсі                | Quincy M.E.                                    | Джин Батлер / Джон Тодд                        |
| 1982      | ф  | Калейдоскоп жахів                | Creepshow                                      | Стен                                           |
| 1982      | ф  | Хелловін 3: сезон відьмака       | Halloween III: Season of the Witch             | Деніел Чалліс                                  |
| 1982      | тф | Життя в розпачі                  | Desperate Lives                                | Джон Камерон                                   |
| 1982      | тф | Барбос                           | Skeezer                                        | доктор Чанлесс                                 |
| 1983      | тф | Убий мене, убий себе             | Murder Me, Murder You                          | Джек Вейнс                                     |
| 1983      | с  | Сент-Елсвер                      | St. Elsewhere                                  | Боб Лоннікер                                   |
| 1983      | с  | Міссісіпі                        | The Mississippi                                | Кенйон                                         |
| 1984      | с  | Ті Джей Гукер                    | T.J. Hooker                                    | Філ Паркер / Томмі Д'Аміко                     |
| 1985      | ф  | Нові діти                        | The New Kids                                   | Мак Маквільямс                                 |
| 1985      | с  | Каскадери                        | The Fall Guy                                   | Джордж Спайрос                                 |
| 1986      | с  | Альфред Гічкок представляє       | Alfred Hitchcock Presents                      | лейтенант                                      |
| 1986      | с  | Стингрей                         | Stingray                                       | Дональд Діксон                                 |
| 1986      | с  | Спенсер                          | Spenser: For Hire                              | Гатч                                           |
| 1986—1987 | с  | Зрівнювач                        | The Equalizer                                  | детектив Френк Стендіш / демонстратор          |
| 1986      | ф  | Ніч кошмарів                     | Night of the Creeps                            | Рей Камерон                                    |
| 1986      | тф | Сліпе правосуддя                 | Blind Justice                                  | Крамер                                         |
| 1987      | тф | Незнайомець чекає                | A Stranger Waits                               | шериф Кольєр                                   |
| 1987      | ф  | Смертельна зброя                 | Lethal Weapon                                  | Майкл Гансакер                                 |
| 1988      | ф  | Лимонне небо                     | Lemon Sky                                      | Дуглас                                         |
| 1988      | ф  | Маніяк-поліцейський              | Maniac Cop                                     | Френк Макрі                                    |
| 1989      | тф | Мрець уходить                    | Dead Man Out                                   | Бергер                                         |
| 1989      | тф | Грабіж                           | The Heist                                      | детектив Ліланд                                |
| 1990      | ф  | Два злісних погляди              | Due occhi diabolici                            | детектив Гроган                                |
| 1990      | с  | Проти закону                     | Against the Law                                | Волтер Літтлфілд                               |
| 1990      | тф | Коджак: Квіти для Метті          | Kojak: Flowers for Matty                       | лейтенант Іен Коннер                           |
| 1991      | тф | Викрадення Пеггі Енн             | Cry in the Wild: The Taking of Peggy Ann       | Джеймісон                                      |
| 1992      | тф | Те, про що вона не знає          | What She Doesn't Know                          | Рой                                            |
| 1992      | ф  | Боб Робертс                      | Bob Roberts                                    | доктор Калеб Менк                              |
| 1993      | ф  | На відстані удару                | Striking Distance                              | сержант Фред Гарді                             |
| 1993      | тф | Кривава помста                   | Sworn to Vengeance                             | Ед Беррі                                       |
| 1993      | с  | Вокер, техаський рейнджер        | Walker, Texas Ranger                           | Вейд Кантрелл                                  |
| 1994      | с  | Мисливець за приданим            | Fortune Hunter                                 | Річард Беннетт                                 |
| 1996      | с  | Ксена: принцеса-воїн             | Xena: Warrior Princess                         | Атрус                                          |
| 1996      | тф |                                  | If the Frame Fits...                           | Алекс Даєл                                     |
| 1996      | тф |                                  | Dying to Be Perfect: The Ellen Hart Pena Story | Генрі Гарт                                     |
| 1998      | с  | Убивчий відділ                   | Homicide: Life on the Street                   | Гренвіль Роулінс                               |
| 1999      | тф |                                  | The Rockford Files: If It Bleeds... It Leads   | Алекс Даєл                                     |
| 2000      | ф  | Вибивала                         | Bruiser                                        | детектив Макклірі                              |
| 2001      | ф  | Похована брехня                  | Out of the Black                               | Юджин Картер                                   |
| 2002      | ф  | Лукава віра                      | Turn of Faith                                  | Чарлі Раян                                     |
| 2003      | с  | Тюрма «Oz»                       | Oz                                             | мер Вілсон Ловен                               |
| 2003      | с  | Закон і порядок: Злочинний намір | Law & Order: Criminal Intent                   | містер Монаган                                 |
| 2004      | с  | Присяжні                         | The Jury                                       | Бойд Кінгман                                   |
| 2009      | ф  | Мій кривавий Валентин            | My Bloody Valentine                            | Беркі                                          |
| 2009      | ф  | Веселка Шеннон                   | Shannon's Rainbow                              | капітан Мартін                                 |
| 2009      | ф  |                                  | Trapped                                        | детектив Ебботт                                |
| 2010      | в  |                                  | The Chief                                      | Арт Руні старший                               |
| 2011      | ф  | Скажені перегони                 | Drive Angry                                    | Кеп                                            |
| 2011      | кф |                                  | Arriving at Night                              | Філ Редман                                     |
| 2014      | ф  |                                  | Apocalypse Kiss                                | капітан Джон Вогель                            |
| 2014      | ф  |                                  | Judy's Dead                                    | Рой                                            |